# علي براهيما دومبيا
علي براهيما دومبيا (بالفرنسية: Ali Brahima Doumbia)‏ (ولد في 23 فبراير 2000 في أدجامي، ساحل العاج) لاعب كرة قدم عاجي يجيد اللعب في مركز قلب الدفاع وأيضا الوسط المدافع والظهير الأيسر. يلعب حاليا لصالح الأهلي في الدوري البحريني الممتاز منذ 2023.

## المسيرة الرياضية

### الأندية
في 29 أغسطس 2023 انتقل دومبيا من النجف العراقي إلى الأهلي البحريني في صفقة انتقال حر.

## الألقاب والإنجازات
- الأهلي
  - كأس ملك البحرين (1): 2024[2]